# Chisaki Morito
Chisaki Morito (n. 19 februarie 2000, Prefectura Tochigi, Japonia) este o cântăreață de muzică pop și un idol japonez. A fost o membră a trupelor Morning Musume și Country Musume.

## Profil
- Nume: Chisaki Morito
- Nickname: Chii, Chiichan
- Data nașterii: 19 februarie 2000
- Locul nașterii: Tochigi, Japonia
- Tipul de sânge: A
- Înălțime: 149 cm
- Hobby-uri preferate: Dans, muzică

## Trivia
- A fost membra al grupului locale CoCoRo Gakuen.
- Sportul ei preferat este baschet.
- Melodia ei preferată este "Wagamama Ki no Mama Ai no Joke" de la Morning Musume.
- O adoră pe Riho Sayashi.
- Este prietenă-bună cu Mai Ozeki

## Trupe
- Country Musume
- Morning Musume
- CoCoRo Gakuen

## Vezi și
- Country Musume
- Morning Musume
- CoCoRo Gakuen
- Riho Sayashi
- Mai Ozeki